# Tadeusz Strzelecki
Tadeusz Jan Strzelecki (ur. 1933, zm. 1 marca 2025) – polski inżynier, profesor, prodziekan Wydziału Inżynierii Produkcji PW (1987–1990).

## Życiorys
W 1958 r. ukończył studia technologii budowy obrabiarek w Wieczorowej Szkole Inżynierskiej w Bydgoszczy, w 1971 r. obronił pracę doktorską, w 1986 r. habilitował się. Był pracownikiem naukowym w Wyższej Szkole Menedżerskiej w Warszawie, oraz w Wyższej Szkole Informatyki, Zarządzania i Administracji z siedzibą w Warszawie.